# لورا جانر كلاوسنر
لورا نعومي جانر كلاوسنر (بالعبرية: лотаране ганда занда занне، من مواليد 1 أغسطس 1963) هي حاخام بريطانية ومدربة إدماج وتنمية شغلت منصب الحاخام الأكبر الافتتاحي لإصلاح اليهودية من عام 2011 حتى عام 2020. نشأت في لندن قبل أن تدرس علم اللاهوت في جامعة كامبريدج وتنتقل إلى إسرائيل عام 1985 وتعيش في القدس لمدة 15 عامًا. عادت إلى بريطانيا في عام 1999 وتم ترسيمها في كلية ليو بايك، وعملت كحاخام في كنيس أليث حتى عام 2011. وعملت أيضا كحاخام في كنيس بروملي الإصلاحي في جنوب شرق لندن منذ أبريل 2022.
جانر كلاوسنر صهيونية تقدمية تعتبر دولة إسرائيل المركز الروحي والفكري لليهودية والشعب اليهودي. وهي تدعم حل الدولتين لإسرائيل وفلسطين كحل مستدام وعادل للصراع، حيث قامت بتسهيل الحوار الإسرائيلي الفلسطيني للاتحاد الأوروبي أثناء إقامتها في القدس وقادت جولات إلى الضفة الغربية مع أصدقاء الحاخامات البريطانيين من أجل حقوق الإنسان. وهي رئيسة سابقة لأصدقاء الحاخامات البريطانيين من أجل حقوق الإنسان.